# Cristián Basaure
Cristián Andrés Basaure Urzúa (Santiago, 18 marzo 1981) è un ex calciatore cileno, di ruolo difensore.